# Marble (Minnesota)
Pour les articles homonymes, voir Marble (homonymie).
Marble est une ville du comté d'Itasca, dans le Minnesota (États-Unis). Selon le recensement de 2010, sa population est de 701 habitants.